# Irodalomtörténeti Közlemények
Irodalomtörténeti Közlemények (în traducere română „Comunicări de istorie literară”, abreviată ItK) este revista științifică de istorie literară a Academiei Maghiare de Științe (MTA), care a fost publicată din 1891 la Budapesta. A apărut inițial cu o periodicitate variabilă, pentru ca din 1960 să apară o dată la două luni.

## Istoric
Revista a fost înființată în 1890 de către Departamentul de Lingvistică și Estetică al Academiei Maghiare de Științe (MTA). ItK a fost asociat în mod constant cu Departamentul de Istorie Literară al Academiei Maghiare de Științe. Publicarea jurnalului a fost întreruptă între anii 1946-1947 și 1949-1952. Între anii 1953-1955 a fost revista Comitetului Permanent de Istorie Literară al MTA, apoi, între 1956-1962, al Institutului de Istorie Literară al MTA și, între 1963-1968, al Institutului de Istorie Literară al MTA și al Societății de Istorie Literară Maghiară. Începând din 1969 este revista Institutului de Literatură al MTA. Revista conține următoarele rubrici: Studii; Comunicări minore; Atelier de lucru; Cercetări istorice; Depozit de date; Recenzii. După 1948 funcționează un comitet editorial care-i asistă pe redactorii-șefi sau pe redactorii responsabili în trierea materialelor și publicarea acestora; fiecare rubrică are un redactor separat.
Conținutul revistei acoperă trei domenii majore: literatura maghiară veche, epoca iluminismului și a reformei și literatura unui secol între Revoluția Maghiară din 1848-1849 și cea de-a doua jumătate a secolului al XX-lea. Începând din 1997 aici au început să fie publicate rezultatele cercetărilor medievistice, în principal datorită faptului că în Ungaria nu apare nicio revistă separată de studii și cercetări medievistice.

## Apariții[3]
1.1891:1-4—28.1918:1-4; 29/31.1919/1921:(1); 32.1922:(1); 33.1923:1-4—47.1937:1-4; 49.1939:1-4—53.1943:1-4; 54/55.1944/1945:1-2; 56.1948:1-2; 57.1953:1-4—63.1959:1-4; 64.1960:1-6—107.2003:1-6; 108.2004:1-4,5/6; 109.2005:1-6; 110.2006:1-6; 111.2007:1-6; 112. 2008:1-6.; 113. 2009:1-6.

## Redactori-șefi
- Aladár Ballagi  (1891—1892)
- Áron Szilády (1893—1913)
- Elemér Császár (1914—1939)
- Lajos Kéky (1940—1946)[4]
- Sándor Eckhardt (1948)
- Gábor Tolnai[5] (1953—1957)
- Gábor Tolnai, István Sőtér, Tibor Klaniczay (1958)
- Tibor Klaniczay (1959—1967; 1976—1980)
- József Szauder (1968—1975)[6]
- Ferenc Bíró (1981—1985)
- Tibor Komolovszki (1986—1992; 1994—1996)
- Péter Kőszeghy (1993—1994)
- László Szörényi (1996—)

## Legături externe
- Pagina de start a revistei